# Trigonotarbida
A ordem Trigonotarbida é um grupo extinto de aracnídeos, cujos fósseis registro se estendem desde o período final Siluriano até o início do Permiano (c. 419 a 290 milhões de anos atrás). Diversos registros da presença destes animais foram feitos em localidades da Europa e da América do Norte, bem como um único registro na Argentina. Os Trigonotarbidas podem ser como aranhas ou aracnídeos, mas incapazes de produzir ou fiar seda. 
Eles variaram em tamanho indo de alguns milímetros a alguns centímetros de comprimento do corpo, com um abdômen segmentado e tergitos em toda a parte de trás do mesmo, caracteristicamente dividido em três ou cinco placas separadas. Provavelmente, viviam como predadores entre os artrópodes. Algumas espécies desenvolveram uma carapaça fortemente blindada e protegida conta espinhos e tubérculos. Cerca de setenta espécies são conhecidas atualmente.